# ISMバンド
ISMバンド（アイエスエムバンド、ISM band）とは、無線周波数(RF)エネルギーを電気通信以外の工業・科学・医療の目的に使用するために、国際電気通信連合(ITU)によって国際的に確保されている周波数帯である 。ISMは"Industrial, Scientific and Medical"の略で、この部分を日本語訳して産業科学医療用バンドと言うこともある。

## 概要
ISMバンドの本来の用途として、高周波加熱、電子レンジ、医療用ジアテルミー機器などがある。このような装置（高周波利用設備、ISM機器）からの強力な電波の放射は、同じ周波数を使用する機器に電波障害を引き起こし、無線通信を妨害する可能性があるため、これらの装置で使用する電波は特定の周波数帯域、すなわちISMバンドに制限されている。一般に、ISMバンドで動作する通信機器は、ISM機器によって発生する全ての電波干渉を許容しなければならない。
日本では、電波を無線通信以外に利用する設備は電波法の高周波利用設備に該当し、総務省令電波法施行規則により50Wを超える高周波出力を使用する高周波利用設備は、超音波洗浄機、電子レンジなど型式指定または型式確認の対象となるもの以外は、高周波利用設備許可状を取得しなければならないとされ、同規則第46条の2第1項第6号(3)(三)に「無線通信規則に規定する我が国で使用することが認められている産業科学医療用の周波数」を「ISM用周波数」と規定している。
ここで周波数割当計画脚注J37には、「この周波数帯で運用する無線通信業務は、これら（産業科学医療）の使用によって生じ得る有害な混信を容認しなければならない」とあり、これをうけた告示も、ISMバンドにおいては「通信設備以外の高周波利用設備から発射される基本波又はスプリアス発射による電界強度の最大許容値を定めない」と、電波障害や電磁両立性などに対する規制が緩やかである。そこで、自ずと10 - 40MHz台の大出力の高周波（電磁誘導）加熱装置などの周波数はISMバンドに集中することとなった。また、水が吸収しやすい2450MHzという周波数がISMバンドにとりいれられ、マイクロ波加熱技術を用いて電子レンジや水分を乾燥させる工業用マイクロ波加熱装置が普及した。このように、無線通信以外に電波を利用することがISMバンド本来の利用であり、これら高周波利用設備がISM機器と呼ぶべきものである。
上記のような理由でISMバンドは重要性の低い無線通信にしか割り当てることができない。そこで、特に米国では混信を容認することを前提に、新規の無線通信機器（特にスペクトラム拡散機器）に対してISMバンドの利用を認める例が多い。これらの機器は微弱な電波を用いるので、免許を要する業務に与える影響も小さく、ISMバンドを利用する機器は国際展開において有利であるといえる。ISMバンドでコードレス電話、Bluetooth（無線PAN）、無線LAN（Wi-Fi）等の無線通信機器が実用化、普及したのはこのような事情からであり、ISMバンド本来の利用とはいえない。
日本では、ISMバンドを用いる無線機器に、著しく微弱な電波を用いた無線局（微弱無線局）、最大空中線電力1Wの小電力無線局（特定小電力無線局を含む。）、同0.5Wの市民ラジオがあるが、これらは無線従事者の資格や無線局免許状を必要としない免許を要しない無線局であり、高周波利用設備及びこのバンドで免許または登録を受けた無線局による混信に対して保護されず、ISM機器と呼ぶのも適切ではない。また、免許または登録を受けた無線局であっても高周波利用設備からの混信を容認しなければならない。

## 定義
ISMバンドは、国際電気通信連合憲章に規定する無線通信規則（以下「RR」と略称）の脚注5.138、5.150、5.280で定義されている。これにより指定された周波数帯の使用は、国によって無線規制の違いにより異なる場合がある。ISMバンドを使用する通信装置は、ISM機器からのいかなる干渉も許容しなければならない。ISMバンドは、免許不要の操作と免許を受けた操作で割り当てを共有する。ただし、有害な干渉が発生する可能性が高いため、免許を受けての帯域の使用は一般的に少ない。
アメリカ合衆国では、ISMバンドの使用は連邦通信委員会(FCC)規則のパート18で管理されているほか、パート15には、ISMバンドを使用する免許不要の通信デバイスに関する規則が含まれている。 ヨーロッパでは、欧州電気通信標準化機構(ETSI)が短距離デバイスの使用を規制する責任があり、その一部はISMバンドで動作する。

### 周波数分配
無線周波数の分配は、RR（2012年版）の第5条に従って提供されている。
| 周波数帯   | 周波数帯   | 種類 | 中心周波数 | 利用可能地域                                 |
| ---------- | ---------- | ---- | ---------- | -------------------------------------------- |
| 6.765 MHz  | 6.795 MHz  | A    | 6.78 MHz   | 地域での受け入れを条件とする                 |
| 13.553 MHz | 13.567 MHz | B    | 13.56 MHz  | 世界中                                       |
| 26.957 MHz | 27.283 MHz | B    | 27.12 MHz  | 世界中                                       |
| 40.66 MHz  | 40.7 MHz   | B    | 40.68 MHz  | 世界中                                       |
| 433.05 MHz | 434.79 MHz | A    | 433.92 MHz | ITU第1地域のみ。地域での受け入れを条件とする |
| 902 MHz    | 928 MHz    | B    | 915 MHz    | ITU第2地域のみ（一部の例外を除く）           |
| 2.4 GHz    | 2.5 GHz    | B    | 2.45 GHz   | 世界中                                       |
| 5.725 GHz  | 5.875 GHz  | B    | 5.8 GHz    | 世界中                                       |
| 24 GHz     | 24.25 GHz  | B    | 24.125 GHz | 世界中                                       |
| 61 GHz     | 61.5 GHz   | A    | 61.25 GHz  | 地域での受け入れを条件とする                 |
| 122 GHz    | 123 GHz    | A    | 122.5 GHz  | 地域での受け入れを条件とする                 |
| 244 GHz    | 246 GHz    | A    | 245 GHz    | 地域での受け入れを条件とする                 |

Type A : RR 脚注5.138によってISMに分配されたもの。各国の主管庁が影響を受けるおそれがある無線通信業務を有する主管庁の同意を得て、さらにITU-R（無線通信部門）の勧告も尊重し、特別の承認を与えることを条件として分配するものとしている。日本では、周波数割当計画脚注J29でITU-Rの研究結果をふまえISM装置にも使用する。
Type B : RR 脚注5.150によってISMに分配されたもの。この周波数帯で運用される無線通信業務は、ISM機器によって生じ得る有害な混信を容認しなければならない。ITU第3地域（ロシアを除くアジア、オセアニア）にある日本でも、総務省告示周波数割当計画脚注J37でそのまま割り当てている。
433.05-434.79MHz（中心周波数433.92MHz）については、RR 脚注5.280によって、ドイツ、オーストリア、ボスニア・ヘルツェゴビナ、クロアチア、北マケドニア、リヒテンシュタイン、モンテネグロ、ポルトガル、セルビア、スロベニア、スイスに限り、脚注5.138に関わらずType Bと同様の指定となっている。
また、オーストラリアは第3地域に属しており、433.05-434.79MHzはITUバンドではないが、国の法律により、この周波数帯の低電力デバイスの動作は、LIPDs(low interference potential devices)クラスライセンスにより保証されている。

## 歴史
ISMバンドは、1947年にアトランティックシティで開催されたITUの国際電気通信会議で初めて制定された。アメリカの代表団は、当時発生期にあったマイクロ波加熱に対応するために、2.4GHz帯域を含むいくつかの帯域を具体的に提案した。しかし、当時のFCCの年次報告書は、これらの発表に先立って多くの準備がなされたことを示唆している。
ISMバンド内の無線周波数は通信目的に使用されてきたが、そのような装置は非通信機器からの干渉を受ける可能性がある。米国では、1958年という早い時期に、クラスDの市民バンドがISMバンド内に割り当てられていた。

## 主な用途
| 周波数    | 高周波利用設備としての利用 | 無線局としての利用 |
| --------- | --- | --- |
| 6780kHz   | ワイヤレス電力伝送 - 2016年制度化（型式指定が必要） | 固定業務及び移動業務の無線局に割り当てられる（要免許）が、周波数割当計画脚注J29で固定業務及び陸上移動業務への新規割当は保留されている。 |
| 13560kHz  | 誘導式読み書き通信設備 - 2002年制度化（型式指定が必要） - RFID（FeliCa等の非接触型ICカードシステム）                                                                                      | ワイヤレスカードシステム（廃止） - 1998年制度化、2002年に左記の誘導式読み書き通信設備に変更 - 空中線電力10mWまでは小電力無線局 - 同1Wまでは構内無線局または簡易無線局（要免許）                                                                                                |
| 27120kHz  | - 工業用高周波加熱装置 - 半導体製造用プラズマ発生装置 | 市民ラジオ（CB無線） 微弱無線局 - ラジオマイク - 模型のラジコン - 玩具のトランシーバー |
| 40.68MHz  | - 工業用高周波加熱装置 - 半導体製造用プラズマ発生装置 | 微弱無線局 - ラジオマイク - 模型のラジコン - 玩具のトランシーバー |
| 915MHz    | 米国では、工業用マイクロ波加熱装置 | 日本では、全帯域が - 携帯電話 - パーソナル無線（2021年廃止） と免許を要する業務に割当て、また - テレメーター用、テレコントロール用、データ伝送用及びRFID（移動体識別）用の構内無線局（要登録）、陸上移動局（要登録）及び特定小電力無線局 にも割当て 米国では、コードレス電話等 |
| 2450MHz   | 電子レンジ（1971年までは高周波利用設備許可状が、1972年より型式指定が、1985年から型式確認を受けることが必要） 工業用マイクロ波加熱装置 プラズマ発生装置 宇宙太陽光発電のエネルギー伝送方法 | アマチュア無線（要免許） 道路交通情報通信システム（要免許） RFID（移動体識別） - 構内無線局（要免許又は要登録） - 特定小電力無線局 小電力無線局 - デジタルコードレス電話（FHSS WDCT方式） - 無線LAN（IEEE 802.11 b/g/n（Wi-Fi）シリーズ） - Bluetooth - 模型飛行機のラジコン   |
| 5800MHz   | プラズマ発生装置 宇宙太陽光発電のエネルギー伝送方法 | 無線標定用レーダー（要免許） アマチュア無線（要免許） DSRC（主にETC） - 基地局と移動側の製造業者の実験試験局は要免許 - 上記以外の移動局（ETC車載機など）は小電力無線局 無線LAN(IEEE 802.11 a/n/ac/ax(Wi-Fi)シリーズ) 米国では、コードレス電話                                  |
| 24.125GHz | マイクロマシンへのエネルギー伝送 | アマチュア無線（要免許） 移動体検知センサー（特定小電力無線局） |

## 現状と今後
ISMバンド、特に2450MHzは電子レンジなどのISM機器や免許・登録制度の対象の無線局の埒外で、法的な保護の得られない様々な小電力の通信システムが混在している様子は「汚れたバンド（周波数帯）」と呼ばれることがある。
事実、電波の利用が放送や遠距離通信から、近距離での高速度通信へと大きくシフトする中、無線LAN等の小電力通信機器が電波利用全体において重要な位置を占めるに至ったにもかかわらず、ISMバンドという比較的狭い周波数帯に割り当てられており、拡張の余地が少ないという問題がある。
免許制度による周波数資源の実質的な既得権化が深刻な中、将来に向けての周波数再編において、市民生活に現実的な利便をもたらしている通信機器に、ISMバンドを含む幅広い周波数帯を割り当てる必要があるという意見も聞かれる。